# Pietat
|  | Per a altres significats, vegeu «la Pietat». |

La pietat és una emoció que sorgeix en trobar en l'altre una situació negativa. És diferent de l'empatia perquè la persona que la sent no es col·loca en una situació d'igualtat amb la víctima sinó que se sent superior, sigui per edat, posició social o sort.
Al seu origen la pietas romana s'entenia com una virtut que encarnava el sentiment de devoció cap als déus i als pares, símbol de l'autoritat, i incloïa l'amor i el deure. El terme, però, va anar evolucionant fins al sentit actual des del cristianisme, ja que la veneració cap a déu va estendre's per incloure el manament d'estimar el proïsme (i d'aquí cap a evitar-lo tot mal i experimentar patiment en veure'l sofrir).
Se sol considerar un sentiment positiu. Nietzsche, en canvi, considera que és negatiu, ja que fa sentir malament la persona que no pateix cap mal i perpetua el poder dels febles. La compassió no és un sentiment perdurable, ja que l'exposició directa i continuada al patiment aliè pot insensibilitzar la persona que està a prop, com prove la distància afectiva que posen els professionals que treballen amb persones per mantenir el mateix equilibri.